# Rock russe
Le rock russe désigne le rock interprété par des groupes et artistes russes. Dans les années 1960 en URSS, le rock est l'expression d'une rupture avec une société formatée, et les artistes lient la sonorité occidentale à leurs racines musicales pour créer leurs styles propres. C'est dans les années 1980 que le rock soviétique connait son âge d'or, les mesures libérales de la perestroïka (1985-1991) permettant aux groupes rock de sortir de l'underground.
Le rock russe du XXe siècle est souvent considéré comme un seul mouvement culturel, ayant des caractéristiques musicales, esthétiques et idéologiques communes,,,. Au XXIe siècle, en Russie, il existe presque tous les genres de musique Rock, à cause de laquelle le «rock russe» est devenu un concept plus flou,.

## Histoire

### Années 1960-1970
Avant la fin des années 1960, la musique dans l’Union soviétique est divisée en deux groupes : la musique distribuée par l’agence d’État Melodiya et le reste. Dans ce second groupe se trouvent les « bardes », des auteurs-compositeurs de musique à texte. Les bardes comme Vladimir Vissotski et Boulat Okoudjava accompagnent leurs chansons à la guitare acoustique, qui sous des accents fortement lyriques cachent parfois un sens subversif.
Leur musique est souvent réprimée par le gouvernement mais connaît pourtant une grande popularité : toute une génération se reconnaîtra dans les textes de Vissotski (qui jouera également comme acteur). À la même époque, de la musique occidentale passe tout de même, par fraude ou éditée par Melodiya. Ce sont ces enregistrements pirates des Beatles, Elton John, T. Rex ou Deep Purple qui donnent une image déformée de la musique occidentale.
Les premiers groupes russes apparaissent vers 1966 et rencontrent une popularité croissante malgré l’opposition gouvernementale. Cela continue dans les années 1980 quand des groupes amateurs obtiennent un certain succès alors qu’il leur est toujours interdit d’enregistrer officiellement. Il y avait aussi des restrictions sur le contenu des paroles. On peut citer les précurseurs Poïouchtchie Gitary (les guitares chantantes) suivis par Tsvety, Goloubye Guitary, Pesniary et Siniaïa Ptitsa. Au début des années 1970, des artistes comme Yuri Morozov inventent une sorte de rock psychédélique russe utilisant des éléments de rock progressif. À cette période sur la vague de la Beatlemania sont fondés les groupes comme Oudatchnoe priobretenie (Удачное приобретение), Integral et Machina Vremeni. Garik Soukatchev et Boris Grebenchtchikov se font connaitre également.

### Années 1980-1990

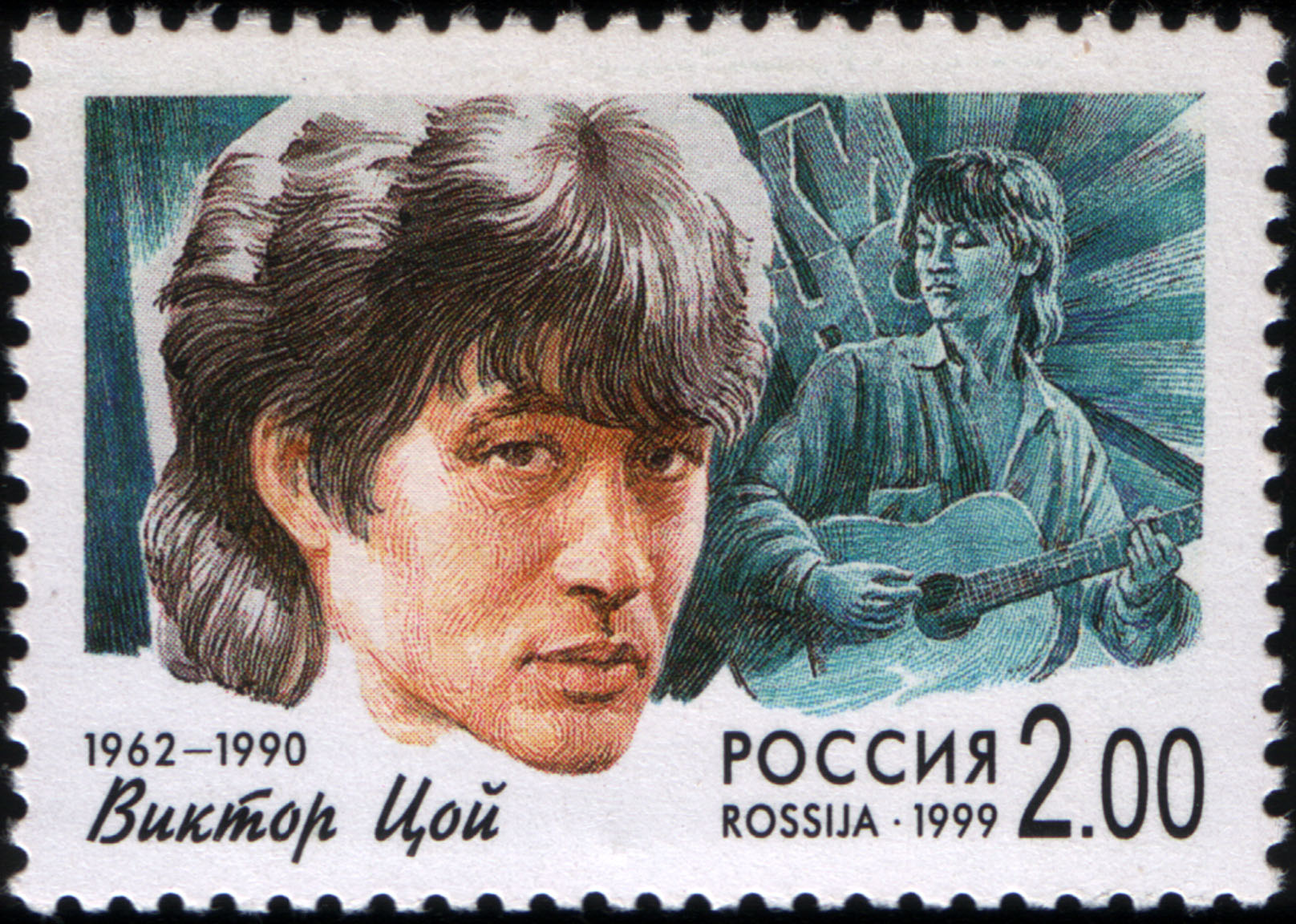
Viktor Tsoi, figure du rock soviétique des années 1980.

Dans les années 1980 une scène underground se forme, en associant le rock occidental avec la tradition des bardes russes. Les artistes comme Iouri Chevtchouk, Yegor Letov, Ianka Diaguileva, Mike Naoumenko, Alexandre Bachlatchev, Viktor Tsoi, Vladimir Kouzmine se réunissent d'abord lors de petits concerts improvisés entre amis qui s'invitent les uns chez les autres, dit les « kvartirniks » (du russe квартира - appartement). Ainsi Kino, Auktsyon, Nautilus Pompilius, Krematorii, Aquarium ou DDT, DK, Agata Kristi, Zoopark, Grajdanskaïa Oborona, Egor i Opizdenevshie, Alissa ou encore Sektor Gaza voient le jour.
Les textes parlent souvent des aspects les plus noirs de la vie comme la violence domestique, l’alcoolisme, les crimes, tout en portant parfois des messages politiques cachés.
Ces groupes étaient alors ignorés par les principales radios et télévisions et ne gagnaient des spectateurs que par le bouche à oreilles, ce qui en fait de véritables samizdats musicaux.
Un grand nombre de ces groupes sont toujours actifs et populaires dans la jeunesse russe. Le terme « Rock russe » se réfère souvent au son particulier de ces groupes. Le premier festival officiel de la musique rock de Moscou Rok-panorama-86 (Рок-панорама-86) se déroule le 4-8 mai 1986. L'événement est initié par le journal Moskovski Komsomolets et le comité du Komsomol de Gagarinski. Le festival Pesnya Goda de l'année de 1987 révèle Igor Talkov.
En 1991, la dislocation de l'URSS et la chute du bloc communiste permettent à la Russie de découvrir, enfin, le rock occidental. La même année, le groupe de hard rock australien AC/DC, de renommée mondiale, est officiellement le premier groupe occidental à jouer en Russie. AC/DC donne un concert historique à Moscou devant officiellement 150 000 personnes, mais l'armée russe (qui supervisait le concert) a avoué avoir cessé le décompte après 800 000. On estime à 1 million le nombre de personnes qui ont assisté au concert d'AC/DC, qui a fait à Moscou ce jour-là son plus grand concert.
Au milieu des années 1990, un style occidental plus moderne est introduit par Moumi Troll (Мумий Тролль) qui enregistre au Royaume-Uni avec des producteurs anglais. Ce style moins lyrique et plus énergique, souvent appelé rockapops, est le plus populaire dans la jeunesse avec des groupes comme Zemfira (Земфира), Multfilmi et tardivement Zvéri (Звери). La radio Naché Radio (Наше Радио) est créée pour diffuser ce rock russe.
La bande originale des films Brat (Le frère) et Brat 2 représentent le style du rock russe des années 1990. C'est également un portrait de la jeunesse russe désabusée de cette époque qui s'épanouit en écoutant des groupes de rock dans des concerts underground.

### Années 2000-2010
La scène rock alternative est petite en comparaison, mais des groupes d’heavy metal (Aria, Kipelov), de folk metal (Arkona), de punk rock (Korol i Chout, Naïv) ou de ska (Leningrad) acquièrent une grande popularité. Saint-Pétersbourg reste l'un des creusets artistiques russes et semble rester fidèle à sa réputation. La ville reste la plus « atypique » de Russie.

## Caractéristiques
Le rock russe apparaît comme moins rythmique avec une basse moins présente que dans le rock occidental. Des instruments non conventionnels (Leningrad et son ska à l'accordéon) volent le solo aux traditionnelles guitare et batterie. La plupart des chansons rock russes ne seraient en fait même pas considérées comme rock par des auditeurs occidentaux.
De par la tradition des bardes, il n’est pas surprenant que les paroles jouent un rôle beaucoup plus important que dans le rock occidental. La mélodie vocale est souvent simplifiée en faveur d’un phrasé moins passionné. Il n’existe pas de rock chrétien, mais de nombreux groupes font référence à leur foi orthodoxe.

## Groupes notables
- Kino est l'ancêtre du rock russe. La mort tragique de son chanteur Viktor Tsoï en a fait un mythe.
- Léningrad, groupe de Saint-Pétersbourg fondé en 1997, est connu pour ses chansons irrévérencieuses L'alcoolique (Алкоголик) à grand renfort de mat, l'argot russe. Il a même mis le président Vladimir Poutine dans son clip WWW. Son chanteur Sergueï Chnourov (Chnour) a composé les musiques des films Boumer (Бумер) et Boumer 2 (Бумер. Фильм второй).
- Lioubè (Любэ), groupe de la banlieue de Moscou créé en 1989, joue des chansons souvent nostalgiques L'orpheline de Kazan (Сирота Казанская)[11] ), nationalistes Ne fais pas l'idiote, Amérique ! (Не валяй дурака, Америка!), martiaux En avant marche (Шагом марш) — même si les textes dénoncent les horreurs de la guerre. Le groupe a trouvé son public dans une génération marquée par les guerres en Tchétchénie.
- Les Snipers nocturnes (Notchnye Snaïpery), malgré son nom, exprime un rock sans agressivité, aux textes poétiques.
- Zemfira chanteuse Zemfira Ramazanova, née à Oufa arrive à Moscou vers 1999, parle des tragédies de la vie Sida (СПИД), Paranoïa (Паранойя). Malgré les tonalités très noires des textes, il ne s'agit pas d'un style « gothique », mais d'une catharsis.
- Neschastny Sloutchaï (Несчастный случай), moscovite depuis 1983, joue les trublions Le tango des légumes (Овощное танго). Dans la pièce de théâtre Le jour de la radio (День радио), le groupe joue à chaque entracte un morceau parodiant un style différent.

Autres groupes célèbres de rock russe : Kletka Red, Black Coffee, Fort Ross, Gorky Park, Hard Days, Korosia Metalla, Master, Shah, Smyslovye Gallioutsinatsi, Bi 2, Piligrim, Shokran...